# Копальня Ал-Кабіл (Jood)
Копальня Ал-Кабіл (Jood) — гірничорудний майданчик з видобутку марганцевої руди на півночі Оману, яким опікувалась компанія Al Jood Natural Recources.
На півночі Оману виявлені невеликі родовища марганцевих руд, розробка яких почалась лише в 2010-х роках. Зокрема, у 2013-му компанія Al Jood запустила свою копальню на родовищі, запаси якого оцінювались у 1 млн тонн низькоякісної руди. Продукція зі вмістом марганцю від 16 до 24 % спрямовувалась на експорт із використанням контейнерів.
Можливо відзначити, що станом на початок 2020-х років єдиним виробником марганцевої руди в Омані залишалась копальня компанії Trust Mining в районі Рас-аль-Хадд.